# Сура Аль-Аля
Сура Аль-Аля (араб. سورة الأعلى‎) або Всевишній — вісімдесят сьома сура Корану. Мекканська, містить 19 аятів.